# Teresa Ciceri Castiglioni
Teresa Ciceri Castiglioni (Angera, 15 de octubre de 1750 – Como, 29 de marzo de 1821) era una inventora y agrónoma italiana que jugó un papel decisivo en la introducción del cultivo de patatas en su región de Italia.

## Biografía
Teresa Castiglioni era hija del conde Giobatta Castiglioni Zaneboni. Se casó en 1770, con tan sólo 20 años, con un noble de Como de 43 años. Su marido, Cesare Liberato Ciceri, pertenecía a una prestigiosa familia y la pareja tuvo 12 hijos. Vivían en el centro de Como, en un austero complejo de 59 habitaciones (en lo que hoy es Via Diaz). Durante la etapa inicial de su vida en Camnago Volta, barrio de Como, la familia poseía una cantidad considerable de tierras, así como propiedades de Rienza y Figarola. Tenían sirvientes, nodrizas, mozos de cuadra y músicos. Pero les faltaba dinero en efectivo, por lo que el marido de Castiglioni recurría a menudo a préstamos y a la venta de porciones de sus tierras para financiar los estudios de sus hijos varones y el matrimonio de sus hijas.

### Investigación y descubrimientos
Teresa Ciceri (que entonces utilizaba su nombre de casada) se especializó en ciencias agrícolas, a las que realizó diversas aportaciones. También estaba interesada en las artes y sus aplicaciones útiles en la industria. Según Mita Ferraro, «fue la primera en Lombardía en introducir entre los campesinos de sus propiedades el cultivo de la patata, y consiguió obtener hilo del tallo del altramuz».
Ciceri desarrolló un sistema para obtener hilo de tejer y confeccionar telas a partir de altramuces (comúnmente llamados lupinos azules), una planta que se encuentra comúnmente en suelos ácidos. Promovió el arte de "peinar, hilar, torcer y tejer la corteza de los altramuces", como escribe Maurizio Monti en su Historia de Como. Algunos fragmentos de tejidos realizados por ella misma se conservan todavía en el Museo Cívico de Como, así como un retrato suyo pintado por Sevesco Ciceri.
El 1 de febrero de 1786 la Sociedad Patriótica de Milán nombró a Ciceri "Socia Corresponsal Nacional para el conocimiento y el celo, respectivamente, por los objetos de la agricultura y de las artes" por el descubrimiento del altramuz, pero fundamentalmente por haber introducido el cultivo de la patata en la zona de Como.
El químico Alessandro Volta contribuyó a que llegara a ser miembro de la Sociedad Patriótica de Milán. En una carta enviada al caballero Landriani, Volta escribía: «...El abad Carlo Amoretti traerá a la Sociedad Patriótica el tejido y otras piezas de fibra de lupino, que presenta a la Sociedad con una descripción de sus operaciones, señora Teresa Ciceri, 'dama comasa’, mi singular señora y amiga...» (de Flavia Scotti, de soltera Castiglioni).
El cultivo de patatas en Ciceri fue elogiado también por Don Mario Monti, párroco de Brunate, quien en 1832 escribió que en aquella época se cultivaban en los alrededores del pueblo 10 variedades de patatas y que el deber de llevar a cabo estas experiencias agrícolas era de ricos terratenientes.
El amigo de Ciceri, Alessandro Volta, fue huésped de su casa en Angera el 4 de noviembre de 1776, mientras recogía el gas que se liberaba de un pantano cercano. Inicialmente lo llamó "el aire nativo inflamable de las marismas"; que más tarde fue clasificado como gas metano. A Volta se le atribuye el descubrimiento del metano.

## Reconocimientos
El instituto Teresa Ciceri de Como (Italia) lleva su nombre.